# Резистивний сенсорний екран
В електротехніці, резистивні сенсорні екрани – це чутливі до дотику комп’ютерні дисплеї, що складаються з двох гнучких пластин, вкритих резистивним матеріалом та розділених повітряним шаром.   Існує два різних типи металевих шарів. Перший тип називається Матриця: електроди розташовані смугами на підкладках, таких як скло або пластик, та спрямовані один на одного. Другий тип називається Аналог. Він складається з прозорих електродів, які не повинні бути спрямовані один на одного. Станом на 2011 "аналог" дозволив знизити виробничі витрати. Під час контакту з поверхнею сенсорного екрану пластини притуляються одна до одної. На цих двох пластинах містяться горизонтальні та вертикальні лінії, які під час дотику реєструють його точне розташування. Оскільки сенсорний екран реагує на вхідний сигнал від контакту з майже будь-яким об'єктом (палець, стилус/перо, долоня), резистивні сенсорні екрани представляють собою тип "пасивної" технології.
Наприклад, під час роботи чьотирьохдротового сенсорного екрану, зазвичай, односпрямований градієнт напруги прикладається до першої пластини. Коли дві пластини притуляються одна до одної, друга пластина вимірює напругу вздовж першої пластини, отримуючи X-координату. Коли ця координата контакту отримана, градієнт напруги прикладається до другої пластини, щоб отримати Y-координату. Ці операції відбуваються протягом декількох мілісекунд,  реєструючи точне розташування дотику, при умові, що екран був правильно відкалібрований для різних варіацій опору. 
Резистивні сенсорні екрани, як правило, мають високу роздільну здатність (4096 х 4096 точок на дюйм або вище), забезпечуючи точне управління дотиком. Оскільки сенсорний екран реагує на тиск на його поверхні, контакт може бути здійснено за допомогою пальця або будь-якого іншого вказівного пристрою.

## Порівняння з іншими технологіями сенсорних екранів
Технологія резистивного сенсорного екрану добре працює практично з будь-яким стилусо-подібним об'єктом, а також може працювати як з пальцями у рукавичках, так з і голими руками. У деяких випадках це є кориснішим ніж ємнісний сенсорний екран, який потребує ємнісний пристрій вводу, такий як голий палець (хоча деякі ємнісні датчики можуть виявити рукавички, а деякі рукавички можуть працювати з усіма ємнісними екранами). Резистивний сенсорний екран працюючи з пером, як правило, забезпечує більшу точність, ніж ємнісний сенсорний екран під час управління пальцем. Вартість, порівнюючи з "активними" технологіями сенсорних екранів, є відносно низькою, але резистивні екрани також є більш схильними до пошкоджень.  Технологія резистивного сенсорного екрану дозволяє забезпечити підтримку multitouch вводу.
Для людей, які мають охоплювати активну частину екрану або повинні класти всю руку на екран, доступні альтернативні технології сенсорних екранів, такі як "активні" сенсорні екрани, які реагують лише на стилус, а дотики шкірою ігноруються. Проте, новіші технології дозволяють використовувати multitouch без вищезгаданих проблем. 
В умовах, коли можливі операції голим пальцем, слабша чутливість резистивних екранів до легких дотиків стала причиною втрати популярності на ринку на користь ємнісних сенсорних екранів у 21 столітті. 